# Дане-заа
Дане-заа (ᑕᓀᖚ; англ. Dunne-zaa) — корінний індіанський народ, традиційні території якого розташовані в районі річки Піс у провінціях Альберта та Британська Колумбія в Канаді. Належать до числа атабасків. Історично європейці називають плем'я Бівер (англ. Beaver, у перекладі бобер).
За даними перепису 2016 року в Канаді проживало 1700 представників племені дане-заа, в тому числі 890 осіб у Британській Колумбії й 770 осіб в Альберті. Приблизно половина з них розмовляє мовою дане-заа.

## Назва
Європейці, що заселили землі розселення дане-заа, переклали назву племені як Ті, що живуть серед бобрів.

## Історія
До ХІХ століття плем'я дане-заа заселяло верхню течію річки Піс (Saaghii Naachii, Саагхії Наачі, що в перекладі з мови племені означає Велика річка). Наприкінці XVIII століття європейці відкрили район річки для торгівлі хутром. Дослідник Александр Маккензі заснував форт Скелястих гір у 1794 році в районі річки Моберлі.
Згідно з усною історією племені, дане-заа часто вступали в конфлікти із сусіднім племенем крі, що проживало на південний схід від верхньої течії річки Піс. Завдяки контактам з поселенцями крі мали добру зброю, тому вони змогли відтіснити дане-заа на північний захід від річки. В мирній угоді між дане-заа та крі, укладеній наприкінці XVIII або на початку XIX століття, йшлося про розподіл земель: дане-заа мали проживати на північ від річки Піс, а крі — на південь. Таким чином, річка Піс стала своєрідним кордоном між племенами.
В часи Клондайкської золотої лихоманки чимало європейців вирушило на північ в пошуках золота. Між ними та корінними племенами цих земель виникали конфлікти. Для залагодження ситуації уряд Канади 1899 року вирішив укласти угоду з корінними народами, яка отримала назву Восьмий договір. Індіанці отримали право вільно продовжувати традиційний спосіб життя на своїх споконвічних землях. Дане-заа з Форт-Сент-Джон приєдналися до договору в 1900 році.
Робін і Джилліан Рідінгтон (англ. Robin and Jillian Ridington) у співпраці зі старійшинами корінного народу річки Дойг (англ. Doig River First Nation) написали книгу Where Happiness Dwells: A History of the Dane-zaa First Nations («Де мешкає щастя: історія корінного народу дане-заа»), опубліковану видавництвом UBC Press у 2013 році. В ній представлена усна історія дане-заа від доісторичних часів до наших днів.

## Мрійники Дане-заа
Традиційно представники племені Дане-заа наслідують вчення Мрійників (Наахін), які першими передбачили прихід європейців. Останній Мрійник, Чарлі Яхі, помер у 1976 році.
Мрійники, яких називають Наахін, відіграють важливу роль у спільноті Дане-заа. Вони були важливими для них ще до колонізації європейцями, ними можуть бути як чоловіки, так і жінки. Вони можуть здійснити позашляхові подорожі, щоб побувати з предками, щоб скерувати свою громаду. Вони здатні мріяти про майбутнє та допомагати племені жити у мінливому світі. Багато Мрійників передбачали прихід європейців. Начебто схожі на лебедів, вони здатні «вилітати» зі своїх фізичних тіл і йти слідом до неба і здатні повернути мрії з цього потойбічного місця назад до громади. Завдяки цьому дару вони вчать свій народ жити в мирі з навколишнім світом. Під час цих подорожей вони переконуються, що Дане-заа знають співати і танцювати, щоб підтримувати нормальне ставлення до природи. Вони вважають, що пісня і танець є життєво важливими для розуміння ідентичності племені та досвіду зі світом, і що пісні — це стежки, які їм потрібні, щоб знайти сенс у навколишньому світі. Хоча представники Дане-заа вважають, що деякі люди мають таку особливу силу і мріють про спільноту, вони також визнають, що кожен здатний мати дар пророчих мрій.

## Самоврядні території дане-заа
- Асоціація племен Восьмого договору[en] (англ. Treaty 8 Tribal Association)[6], членами якої є:
  - Doig River First Nation
  - Fort Nelson First Nation
  - Halfway River First Nation
  - Prophet River First Nation
  - Saulteau First Nations
  - West Moberly First Nations
- Племінна рада Північної Піс[en] (англ. North Peace Tribal Council)[7], до складу якої входить:
  - Beaver First Nation
- Племінна рада Західних Крі[en] (англ. Western Cree Tribal Council)[8], до складу якої входить:
  - Horse Lake First Nation

## Галерея

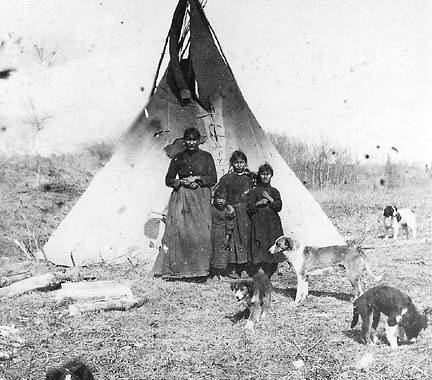
Жінка з племені дане-заа та діти (близько 1899).
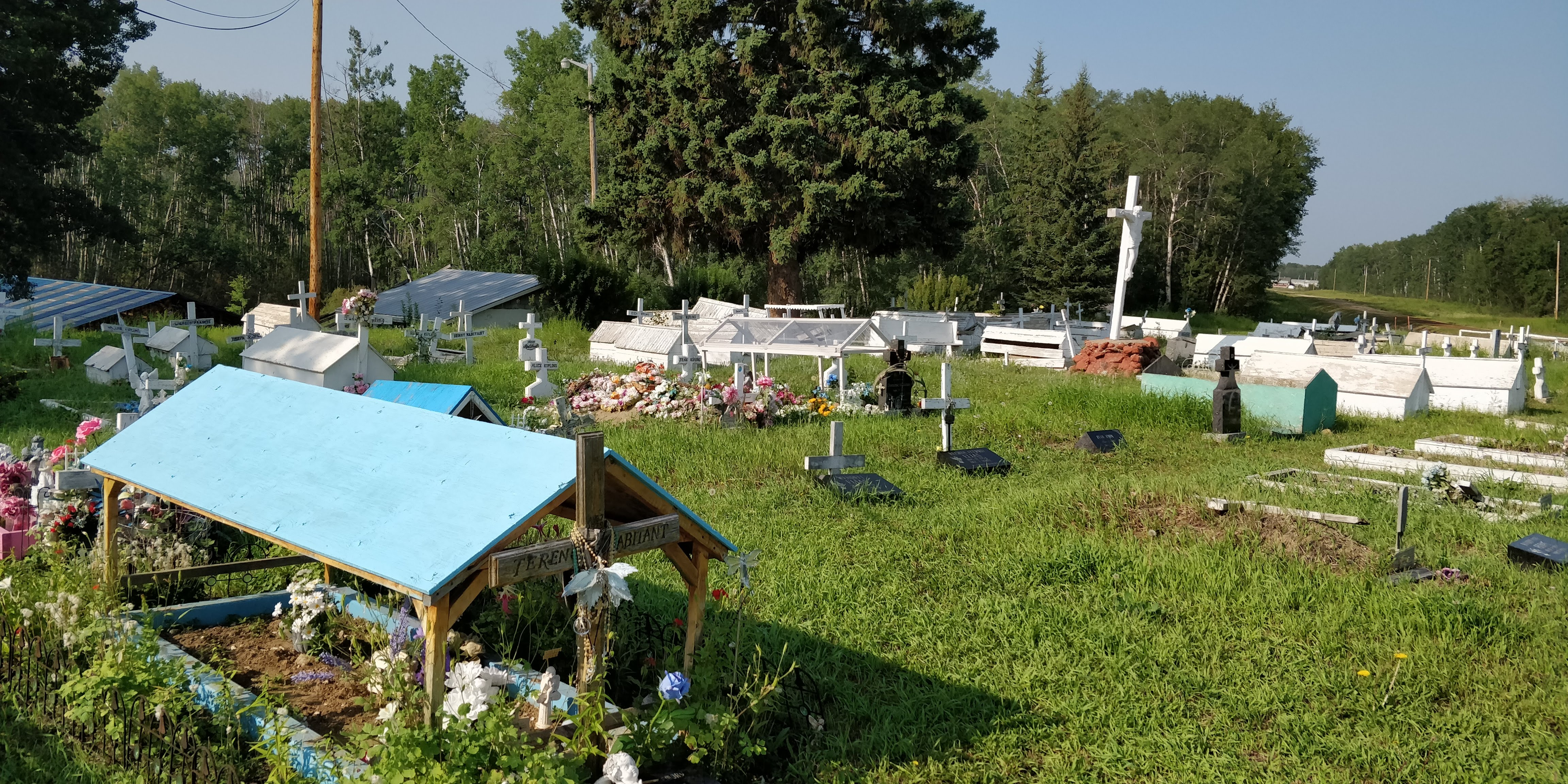
Кладовище дане-заа.
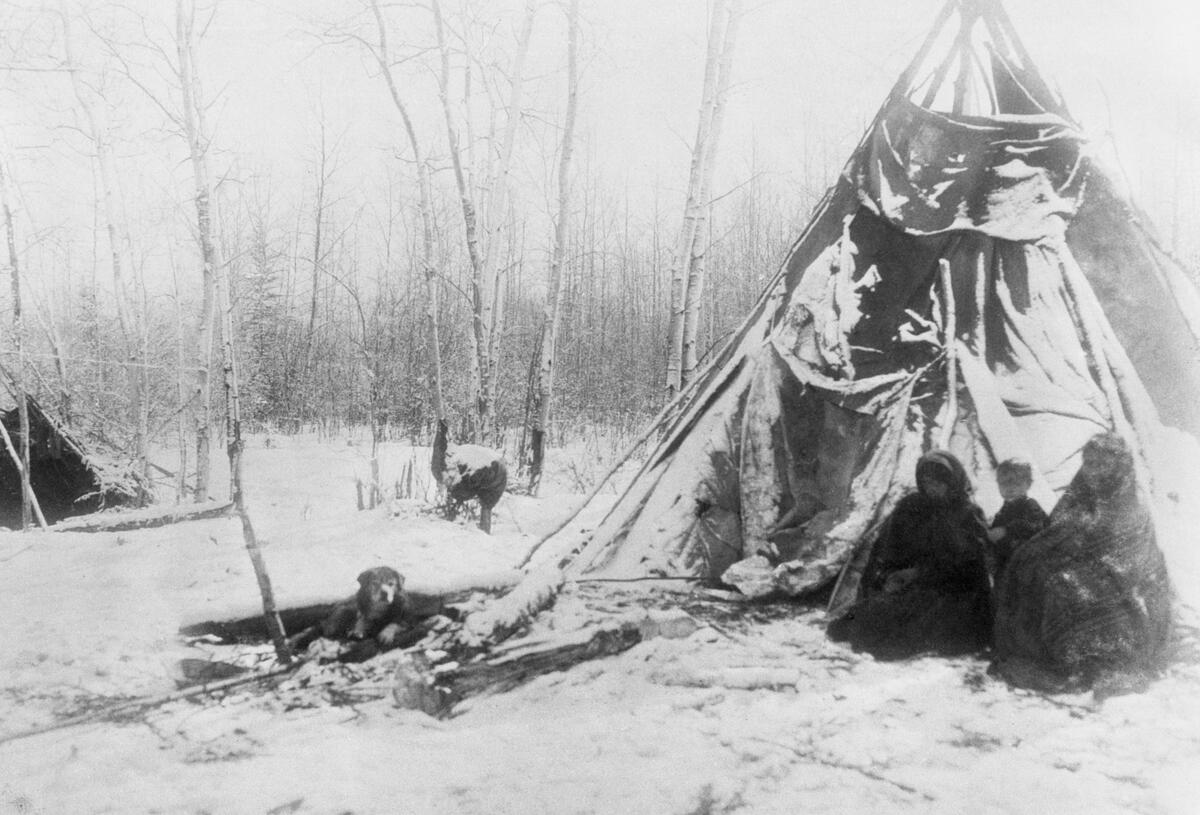
Тіпі дане-заа поблизу річки Піс, Альберта (1899 ).